# ČZ 150 Miss Kevelos
ČZ 150 Miss Kevelos je motocykl vyvinutý v roce 1952–1953 Českou Zbrojovkou Strakonice pro Skotskou šestidenní soutěž.

## Popis
Konstrukce vychází z motocyklů ČZ 150C a ČZ 150T. Právě z verze C si motocykl převzal neodpružený rám, který byl vyztužen a zpevněn. Vidlice je upravená z verze T a oproti sériovým verzím příkře postavená pro lepší ovladatelnost a větší rejd. Světlá výška byla zvýšena na 255 mm. Motor měl zvětšený výkon a přidán čtvrtý rychlostní stupeň. Rukojeť plynu byla osazena "rychlopalem". Velké řetězové kolo (rozeta) dodává potřebný nízký převod do terénu. Řídítka byly rovnější, z důvodu ovladatelnosti v terénu.

## Technické parametry
| Motor                 | dvoudobý jednoválec                |
| Chlazení              | vzduchem                           |
| Vrtání válce          | 57 mm                              |
| Zdvih                 | 58 mm                              |
| Zdvihový objem        | 148,3 ccm                          |
| Výkon ot. / min.      | 7,5 HP/5000                        |
| Karburátor            | Jikov                              |
| Spojka                | lamelová v olejové lázni           |
| Převodovka            | čtyřstupňová v bloku s motorem     |
| Převod primární       | řetězem 3/8"x3/8"                  |
| Převod sekundární     | částečně krytým válečkovým řetězem |
| Přední i zadní kolo   | drátové 19"                        |
| Brzda vpředu i vzadu  | bubnová                            |
| Rozvor                | 1130 mm                            |
| Maximální výška       | 1030 mm                            |
| Výška sedla           | 735 mm                             |
| Celková šířka         | 720 mm                             |
| Objem palivové nádrže | 13 l                               |

## Soutěže
Na tomto motocyklu jezdila Olga Kevelos, odtud také pojmenování motocyklu Miss Kevelos, na Skotské šestidenní soutěži v roce 1950.
Další úspěchy přišly v roce 1954, kde jezdci Roučka a Pudil obsadili první místo na mírně modifikované verzi tohoto motocyklu.